# Johnny Weir

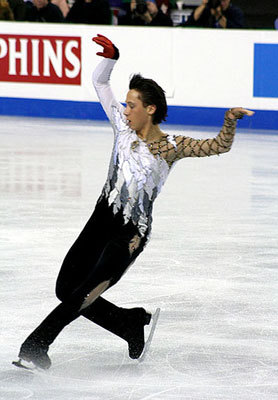
Johnny Weir op het WK van 2006

John G. Weir, bijnaam Johnny (Coatesville, Pennsylvania, 2 juli 1984) is een Amerikaanse kunstschaatser.

## Biografie
Johnny is in 1996 begonnen met het kunstrijden op 12-jarige leeftijd en was hiermee een laatbloeier.
Hij heeft in het verleden veel sporten beoefend, zoals paardrijden, voor hij in aanraking kwam met schaatsen.
Hij raakte geïnteresseerd in de sport, en besloot wat sprongen uit te proberen in de kelder van zijn huis op rolschaatsen.
Zijn eerste ervaring op het ijs was tijdens een strenge winter toen het maïsveld achter zijn huis was bevroren. Johnny was dolblij toen hij voor kerst een tweedehands paar schaatsen kreeg en tot groot plezier van zijn ouders gebruikte Johnny die om tussen de bevroren maïs door te schaatsen. Dat overtuigde hen om hem lessen te laten nemen op de Universiteit van Delaware.
Aan het eind van de les was het de bedoeling dat hij zou oefenen om te schaatsen, met de groep, Johnny besloot echter om in plaats daarvan wat sprongen uit te proberen. Hij was aardig goed geworden in de kelder op zijn rolschaatsen, het gladde ijs was wel even een ander verhaal, maar hij voelde zich er al snel op thuis. De supersnelle vooruitgang was een feit en al na drie lessen benaderde zijn trainer zijn moeder en adviseerde haar om hem privélessen te laten nemen.
In zijn eerste schaatsjaar kwam Johnny tot de junioren Olympische Spelen, in zowel vrije stijl, als paarrijden.
Uiteindelijk gaf Johnny het paarrijden op en concentreerde hij zich op het individuele rijden. Al snel behaalde hij goede resultaten tijdens kampioenschappen.
In 2001 verliet Johnny het jeugdschaatsen. Zijn debuut was op de Amerikaanse kampioenschappen in Boston, waar hij zesde werd. Internationaal reed Johnny nog met wel de jeugd mee en werd daar in twee wedstrijden zesde en tweede. Op 1 maart 2001 won Johnny het wereldkampioenschap voor junioren. In 2002 werd hij vijfde op het Amerikaans kampioenschap in Los Angeles. Hij werd aangewezen als reserve voor het wereldkampioenschap senioren en voor het olympische team van dat jaar. Tijdens het vier continenten kampioenschap miste Johnny het podium en werd vierde.
In het seizoen 2002-2003 ging het wat minder met Johnny. Hij kreeg een knieblessure en moest zich, nadat hij na de korte kür een tweede plaats had behaald, terugtrekken op het Amerikaans kampioenschap in Dallas. Ondanks zijn teleurstelling, bleef hij optimistisch over zijn schaatscarrière.
In 2003-2004 kwam Johnny terug. Op 10 januari 2004 won hij zijn eerste nationale titel in Atlanta, met twee hoog gewaardeerde optredens. Op zijn eerste wereldkampioenschap in Dortmund werd hij vijfde.
Tijdens grand-prixwedstrijden won Johnny in 2004-2005 twee gouden en een zilveren medaille. Hij verdedigde succesvol zijn nationale titel in 2005, in Portland. Hij had hoge verwachtingen van het WK in Moskou, echter een voetblessure zorgde ervoor dat hij bleef steken op de vierde plaats. Desondanks was hij trots op het feit dat hij tegen de pijn had kunnen vechten.
Ook de start van het seizoen van 2005-2006 werd in de war gegooid door een blessure. Hij herstelde voor de Cup of Russia en won een bronzen medaille achter wereldkampioen Jevgeni Pljoesjtsjenko en Stéphane Lambiel. Tijdens de kampioenschappen in St. Louis verdedigde hij zijn nationale titel wederom met succes en werd zo driemaal achter elkaar Amerikaans kampioen. Hiermee verdiende hij zijn plek in het Olympische team van de Verenigde Staten. Bij deze Olympische Spelen eindigde hij op een teleurstellende vijfde plaats. En dat terwijl hij na de korte kür achter de Rus, Jevgeni Pljoesjtsjenko, op de tweede plaats stond. Volgens sommigen viel zijn middelmatige lange kür deels te wijten aan het feit dat de pers hem telkens lastigviel met negatieve artikelen.
Bij de WK in Calgary (Canada) kreeg hij opnieuw een blessure. Tijdens het oefenen kreeg hij te kampen met rugproblemen. Pas na een zesde plek bij de kwalificatie werd deze informatie naar buiten gebracht. Hij sprong echter wel voor het eerst een viervoudige spot (of cherry flip) in internationale competitie. Bij de lange kür begon hij goed. Mooie drievoudige axel, drievoudige cherry flip. Viervoudige spot. Wel op twee voeten geland zoals ook bij de kwalificatie, maar het was toch een kleine overwinning voor de Amerikaan. Na twee dubbele sprongen en een lelijke val bij de drievoudige flip was het echter duidelijk dat hij geen medaille zou winnen. Hij werd zelfs zevende. Na zijn kür greep hij naar zijn rug. Hij had pijn. Maar hij is een vechter. Als hij volgend jaar gewoon gezond is, wordt dat nog erg spannend bij de wereldkampioenschappen.
Johnny traint veel in het International Skating Center of Connecticut in Simsbury, Connecticut en in The Pond Incorporated in Newark, Delaware. Hij wordt gecoacht door Tatiana Tarasova, Priscilla Hill en Sergei Astashev.

## Belangrijkste resultaten
| Kampioenschap                | 1998  | 1999 | 2000 | 2001 | 2002 | 2003  | 2004 | 2005 | 2006 | 2007  | 2008   | 2009 | 2010  |
| ---------------------------- | ----- | ---- | ---- | ---- | ---- | ----- | ---- | ---- | ---- | ----- | ------ | ---- | ----- |
| Olympische Spelen            |       |      |      |      |      |       |      |      | 5e   |       |        |      | 6e    |
| Wereldkampioenschap          |       |      |      |      |      |       | 5e   | 4e   | 7e   | 8e    | Brons  |      |       |
| Viercontinentenkampioenschap |       |      |      |      | 4e   |       |      |      |      |       |        |      |       |
| Nationaal Kampioenschap      |       |      |      | 6e   | 5e   | tzt * | Goud | Goud | Goud | Brons | Zilver | 5e   | Brons |
| WK junioren                  |       |      |      | Goud |      |       |      |      |      |       |        |      |       |
| NK Junioren                  | Brons | 4e   | 5e   |      |      |       |      |      |      |       |        |      |       |

* *tzt = trok zich terug
- CiNii: DA17409799
- International Standard Name Identifier: 0000 0003 7736 8092
- Library of Congress Control Number: no2010042485
- MusicBrainz: a08b15e5-c05d-4a66-8960-68f52da07eb4
- Bibliotheek van het Japanse parlement: 01220397
- Virtual International Authority File: 255270350
- WorldCat: E39PBJvHbv7TjFmVmJCMqg384q